# Teleaulax acuta
Teleaulax acuta ist eine Art (Spezies) von Cryptophyceen aus der Familie Geminigeraceae. Sie gehört zur Geminigera-Plagioselmis-Teleaulax-Komplex genannten Klade innerhalb der Familie Geminigeraceae. Derzeit wird sie mit einigen anderen Spezies dieser Klade – u. a. Teleaulax amphioxeia – aufgrund gewisser morphologischer Übereinstimmungen zu einer Gattung Teleaulax zusammengefasst, die aber nach neueren Studien möglicherweise nicht monophyletisch ist (Tree of Life Project sowie Aitor Laza-Martínez (Feb. 2012); Aitor Laza-Martínez (Nov. 2012) lässt diese Möglichkeit jedoch unter gewissen Prämissen zu). Die Art wurde ursprünglich von Metzger unter der Bezeichnung Cryptomonas acuta als Mitglied Cryptomonas acuta der Gattung Cryptomonas  beschrieben. Sie bildet seit ihrer Ausgliederung aus dieser die Typusart (Holotypus) der Gattung Teleaulax und die ursprüngliche Bezeichnung als „Basionym“. Beim National Center for Biotechnology Information (NCBI) ist für T. acuta als homotypisches Synonym jedoch Rhodomonas acuta eingetragen, die Einordnung zur Gattung Rhodomonas war von Erata und Chihara 1989 vorgeschlagen worden. Bei World Register of Marine Species (WoRMS) gelten aktuell (19. Dezember 2021) beide Bezeichnungen als Synonyme für T. acuta.

## Vorkommen
T. acuta ist eine grundsätzlich marine Art, wurde aber sowohl aus dem River Crouch (Essex, England) als auch aus Wasserspeichern von Conwy (Wales) – englisch Conway tanks – isoliert, wenn auch offenbar nicht häufig.

## Etymologie
Das Art-Epitheton lateinisch acuta bedeutet spitz, zugespitzt, d. h. sich allmählich verengend und einen Winkel von weniger als 90° bildend.